# Henning Jørgensen
Henning Jørgensen (nascido em 6 de março de 1949) é um ex-ciclista dinamarquês. Foi um dos atletas que representou a Dinamarca nos Jogos Olímpicos de Verão de 1972 e de 1980, terminando em 48º e 31º na prova de estrada, respectivamente.